# Neolitsea buisanensis
Neolitsea buisanensis là loài thực vật có hoa trong họ Nguyệt quế. Loài này được Yamam. & Kamik. miêu tả khoa học đầu tiên năm 1932.